# ヨーロッパ碁コングレス
ヨーロッパ碁コングレス（ヨーロッパごコングレス、英語: European Go Congress）は、ヨーロッパ各国の選手によって行われる囲碁の大会。略称はEGC。全欧囲碁大会、ヨーロッパ・ゴ・コングレスなどとも記される。1957年から毎年、欧州囲碁連盟加盟の各国の持ち回りで開かれる。メイントーナメントであるヨーロッパ選手権（英語: European Championship）や、他の各種トーナメント戦の他、親睦行事、プロ棋士による指導などが行われる、ヨーロッパ最大の囲碁大会。
例年、夏季バカンスの時期に2週間程度の期間でリゾート地にて行われ、プロ棋士から入門者クラスまでの数百人が参加する。ヨーロッパ以外の国からの参加者もある。
スポンサーとして1996年まで日立製作所、1997年から応昌期囲棋教育基金会などが後援している。

## イベント
トーナメントには、メイントーナメント、ペア碁、連碁、13路盤、9路盤、早碁、子供大会、レディーストーナメント（男性の女装可）、コンピュータ囲碁大会などがある。その他に指導碁、解説会、スポーツ、観光、パーティーなどのイベントがある。

## メイントーナメント（ヨーロッパ選手権）
大会全般でのルールは、1999年から計点制ルールを採用しているが、メイントーナメントの上位32名の対戦のみ日本ルールで行われる。メイントーナメント優勝者はヨーロッパチャンピオンとなる。

## プロ棋士参加
毎年、日本棋院、関西棋院、中国囲棋協会、韓国棋院などから、指導のために棋士が派遣されている。日本からは、日本棋院の西條雅孝が1993年から2002年まで毎年参加して、「センセイ」と呼ばれ親しまれている。1997年からイタリア在住の重野由紀も例年参加している。ヨーロッパ出身のプロ棋士として、日本棋院のハンス・ピーチ、タラヌ・カタリン、韓国棋院のアレキサンダー・ディナーシュタイン、スベトラーナ・シックシナも、大いに人気がある。2006年には武宮正樹と「ヒカルの碁」原作者ほったゆみがゲストとして招かれた。2011年には、中国棋士による中国囲棋甲級リーグ戦の上海-西安戦や、日本棋士による東日本大震災チャリティー指導碁が行われた。

## 過去の大会
過去の開催地とメイントーナメント優勝者。(欧)は、トーナメント優勝者がヨーロッパ以外の場合のヨーロッパチャンピオン。
| 回次 | 年度 | 開催地                                             | トーナメント優勝者                                          |                                    |
| ---- | ---- | -------------------------------------------------- | ----------------------------------------------------------- | ---------------------------------- |
| 1    | 1957 | クックスハーフェン（西独）                         | フリッツ・デュバル（西独）                                  |                                    |
| 2    | 1958 | アルテンマルクト（オーストリア）                   | フリッツ・デュバル                                          |                                    |
| 3    | 1959 | Oberwarmsteinach（西独）                           | フリッツ・デュバル                                          |                                    |
| 4    | 1960 | Oud Poelgeest城（蘭）                              | Günter Ciessow（西独）                                      |                                    |
| 5    | 1961 | バーデン・バイ・ウィーン（オーストリア）           | ウィチャード・フォン・アルヴェンスレーベン（西独）          |                                    |
| 6    | 1962 | ガルミッシュ＝パルテンキルヒェン（西独）           | ウィチャード・フォン・アルヴェンスレーベン                  |                                    |
| 7    | 1963 | バルジングハウゼン（西独）                         | ウィチャード・フォン・アルヴェンスレーベン                  |                                    |
| 8    | 1964 | スヘフェニンゲン（蘭）                             | ウィチャード・フォン・アルヴェンスレーベン                  |                                    |
| 9    | 1965 | ムニシェック・ポッド・ブルディ（チェコスロバキア） | Jürgen Mattern（西独）                                      |                                    |
| 10   | 1966 | ロンドン （英）                                    | Jürgen Mattern                                              |                                    |
| 11   | 1967 | シュタウフェン（西独）                             | Zoran Mutabzija（ユーゴスラビア）                           |                                    |
| 12   | 1968 | 西ベルリン（西独）                                 | Jürgen Mattern                                              |                                    |
| 13   | 1969 | リュブリャナ（ユーゴスラビア）                     | マンフレッド・ヴィンマー（オーストリア）                    |                                    |
| 14   | 1970 | ウィーン（オーストリア）                           | Jürgen Mattern                                              |                                    |
| 15   | 1971 | ブリストル（英）                                   | Zoran Mutabzija                                             |                                    |
| 16   | 1972 | エンスヘデ（蘭）                                   | Jürgen Mattern                                              |                                    |
| 17   | 1973 | Sprendlingen（西独）                               | Jürgen Mattern                                              |                                    |
| 18   | 1974 | ザグレブ（ユーゴスラビア）                         | マンフレッド・ヴィンマー                                    |                                    |
| 19   | 1975 | Krems an der Donau（オーストリア）                 | Jürgen Mattern                                              |                                    |
| 20   | 1976 | ケンブリッジ（英）                                 | Patrick Merissert（フランス）                               |                                    |
| 21   | 1977 | レイスウェイク（蘭）                               | Wolfgang Isele（西独）                                      |                                    |
| 22   | 1978 | パリ（仏）                                         | ヘルムート・ハシベーダー（オーストリア）                    |                                    |
| 23   | 1979 | Königswinter（西独）                               | Jürgen Mattern                                              |                                    |
| 24   | 1980 | マリ・ロシュニ（ユーゴスラビア）                   | マシュー・マクファディアン（英）                            |                                    |
| 25   | 1981 | リンツ（オーストリア）                             | ロブ・ファン・ザイスト（蘭）                                |                                    |
| 26   | 1982 | コペンハーゲン（デンマーク）                       | ロナルド・シュレンパー（蘭）                                |                                    |
| 27   | 1983 | エディンバラ（英）                                 | ヤヌシュ・クラシェック（ポーランド）                        |                                    |
| 28   | 1984 | ポラントリュイ（スイス）                           | Hong Tay You（韓国） (欧)マシュー・マクファディアン         |                                    |
| 29   | 1985 | テルスヘリング（蘭）                               | ロナルド・シュレンパー                                      |                                    |
| 30   | 1986 | ブダペスト（ハンガリー）                           | ロナルド・シュレンパー                                      |                                    |
| 31   | 1987 | グルノーブル（仏）                                 | マシュー・マクファディアン                                  |                                    |
| 32   | 1988 | ハンブルク（西独）                                 | ティボール・ポクサイ（ハンガリー）                          |                                    |
| 33   | 1989 | ニシュ（ユーゴスラビア）                           | 曽我部敏之（日本） (欧)マシュー・マクファディアン           |                                    |
| 34   | 1990 | ウィーン（オーストリア）                           | ロブ・ファン・ザイスト                                      |                                    |
| 35   | 1991 | ナミュール（ベルギー）                             | Shu-tai Zhang（中国） (欧)アレクセイ・ラザレフ（ソ連）      |                                    |
| 36   | 1992 | カンタベリー（英）                                 | Takashi Matsumoto（日） (欧)アレクセイ・ラザレフ（露）      |                                    |
| 37   | 1993 | プラハ（チェコ）                                   | ロブ・ファン・ザイスト                                      |                                    |
| 38   | 1994 | マーストリヒト（蘭）                               | グォ・ジュアン（郭鵑）（蘭）                                |                                    |
| 39   | 1995 | ツホーラ（ポーランド）                             | グォ・ジュアン                                              |                                    |
| 40   | 1996 | アバノテルメ（イタリア）                           | グォ・ジュアン                                              |                                    |
| 41   | 1997 | マルセイユ（フランス)                              | Lee Hyuk（韓） (欧)グォ・ジュアン                           |                                    |
| 42   | 1998 | ママヤ（ルーマニア）                               | Lee Hyuk (欧)ロベルト・マテエスク（ルーマニア）             |                                    |
| 43   | 1999 | ポドヴァンスケ（スロバキア）                       | アレキサンダー・ディナーシュタイン（露）                    |                                    |
| 44   | 2000 | シュトラウスベルク(ドイツ）                        | Lee Hyuk（韓） (欧)アレキサンダー・ディナーシュタイン       |                                    |
| 45   | 2001 | ダブリン（アイルランド）                           | アンドレイ・クルコフ（露）                                  |                                    |
| 46   | 2002 | ザグレブ（クロアチア）                             | アレキサンダー・ディナーシュタイン                          |                                    |
| 47   | 2003 | サンクトペテルブルク（露）                         | Hong Seul Ki（韓） (欧)アレキサンダー・ディナーシュタイン   |                                    |
| 48   | 2004 | ツホーラ（ポーランド）                             | Youn Kwang Sun（韓） (欧)アレキサンダー・ディナーシュタイン |                                    |
| 49   | 2005 | プラハ（チェコ）                                   | アレキサンダー・ディナーシュタイン                          | アレキサンダー・ディナーシュタイン |
| 50   | 2006 | フラスカーティ（イタリア）                         | Park Chi Seon（韓） (欧)スベトラーナ・シックシナ（露）      |                                    |
| 51   | 2007 | フィラッハ（オーストリア）                         | Heong Seok Ui（韓） (欧)イリヤ・シクシン（露）              |                                    |
| 52   | 2008 | レクサンド（スウェーデン）                         | Park Jong Wook (韓） (欧)タラヌ・カタリン (ルーマニア)      |                                    |
| 53   | 2009 | フローニンゲン（オランダ）                         | Kim Eunkuk (韓） (欧)アレキサンダー・ディナーシュタイン     |                                    |
| 54   | 2010 | タンペレ（フィンランド）                           | イリヤ・シクシン（露）                                      |                                    |
| 55   | 2011 | ボルドー（フランス）                               | イリヤ・シクシン（露）                                      |                                    |
| 56   | 2012 | ボン（ドイツ）                                     | ヤン・シマラ（チェコ）                                      |                                    |
| 57   | 2013 | オルシュティン（ポーランド）                       | 樊麾（仏）                                                  |                                    |
| 58   | 2014 | シビウ（ルーマニア）                               | 樊麾（仏）                                                  |                                    |
| 59   | 2015 | リベレツ（チェコ）                                 | 樊麾（仏）                                                  |                                    |
| 60   | 2016 | サンクト・ペテルブルク（ロシア）                   | イリヤ・シクシン（露）                                      |                                    |
| 61   | 2017 | オーベルホフ（ドイツ）                             | イリヤ・シクシン（露）                                      |                                    |
| 62   | 2018 | ピサ（イタリア）                                   | Pavol Lisy（スロバキア）                                    |                                    |
| 63   | 2019 | ピサ（イタリア）                                   | イリヤ・シクシン（露）                                      |                                    |
| -    | 2020 | オンライン                                         | イリヤ・シクシン（露）                                      |                                    |
| -    | 2021 | オンライン                                         | イリヤ・シクシン（露）                                      |                                    |
| 64   | 2022 | ヴァトラ・ドルネイ（ルーマニア）                   | Benjamin Dréan-Guénaïzia（フランス）                        |                                    |
| 65   | 2023 | ライプツィヒ（ドイツ）                             | Andrii Kravets（ウクライナ）                                |                                    |
| 66   | 2024 | トゥールーズ（フランス）                           | Andrii Kravets（ウクライナ）                                |                                    |
| 67   | 2025 | ワルシャワ（ポーランド）                           |                                                             |                                    |

- 1957年-1959年優勝者のF.デュバルは、1930年に来日して日本棋院による指導を受け、帰国後にドイツ囲碁連盟を創設するなどヨーロッパでの囲碁普及に貢献した。
- 1993年大会は、チェコスロバキアが分裂した直後にプラハで開かれた大会であったが、チェコ囲碁協会へのスロバキア囲碁協会の協力もあって成功を収めた。
- 2013年大会は、中国でプロ棋士であった樊麾がフランス国籍を取得しフランス代表として優勝している。準優勝のPavol Lisy（スロバキア）は欧州囲碁連盟初のプロ棋士採用で第一号のプロとなった。